# Fritz Loeber
 Fritz Loeber (* 24. April 1886 in Riedelbach (Landkreis Usingen, Hessen); verschollen 1944, am 12. Dezember 1951 für tot erklärt) war  Abgeordneter des Provinziallandtages der Provinz Hessen-Nassau.

## Leben
Fritz Loeber wurde als Sohn des Försters Friedrich Heinrich Wilhelm Loeber und dessen Gemahlin Elisabetha Schwarz geboren. Er hatte den Beruf des Kaufmanns erlernt, betätigte sich politisch und wurde Mitglied der KPD. 1927 erhielt er ein Mandat für den Kurhessischen Kommunallandtag des Regierungsbezirks Kassel, aus dessen Mitte er zum Abgeordneten des Provinziallandtages der Provinz Hessen-Nassau bestimmt wurde. Noch im selben Jahr legte er sein Mandat nieder; sein Nachfolger im Amt wurde Karl Leißner.
Loeber verzog nach Wolfsgruben und fand bei der Wilhelmshütte, die zu den  Buderus-Werken  gehörte, eine Beschäftigung.
Am 1. Juni 1944 wurde Loeber von der Gestapo verhaftet. Grund hierfür war seine angebliche Beziehung zu einer „Ostarbeiterin“. Er kam in  Polizeigefängnisse in Wetzlar und Frankfurt am Main, bevor er am 13. Oktober 1944 in das KZ Sachsenhausen gebracht wurde. Er gilt als verschollen in Sachsenhausen oder im KZ Bergen-Belsen. 1951 wurde er amtlich für tot erklärt.